# Helophilus hybridus
Helophilus hybridus là một loài ruồi trong họ Ruồi giả ong (Syrphidae). Loài này được Loew mô tả khoa học đầu tiên năm 1846. Helophilus hybridus phân bố ở vùng Cổ Bắc giới